# Ledra dorsalis
Ledra dorsalis är en insektsart som beskrevs av Walker 1851. Ledra dorsalis ingår i släktet Ledra och familjen dvärgstritar. Inga underarter finns listade i Catalogue of Life.